# Шах (диамант)
Вижте пояснителната страница за други значения на Шах.
Необработеният диамант „Шах“ е с формата на саркофаг и тежи 88,7 карата (почти 18 грама). Той е жълт на цвят, изключително прозрачен, дълъг 3 cm.
Намерен е в Централна Индия, вероятно през 1450 г. Елмазът е сред ценностите на шахския двор, чиято столица е град Ахмаднагар. През 1591 г. шах Низам заповядва да гравират на стена на елмаза надпис „Бурхам Низам шах Втори. 1000 година“ на езика фарси.
През същата 1591 година господарят на Северна Индия великият могол Акбар, превзема град Ахмаднагар. Така елмазът става негова собственост. Внукът на Акбар - шах Джехан, заповядва да се гравира надпис на друга стена на елмаза: „Син на шах Джехангир - шах Джехан“. Вероятно годината е 1641 г. Ауренг Зеб - син на шах Джехан, закачва елмаза на своя трон и го обкръжава с изумруди и рубини. До 1738 г. този скъпоценен камък е съхраняван в Делхи.
През 1738 г. Индия е нападната от шах Надир, който пленява елмаза, украсявал трона на Великите моголи, и го отнася в Персия. През 1824 г. на нова стена на елмаза се появява пореден надпис: „Владетел Каджар-Фатх Али-шах султан. 1242 година“.
Диамантът „Шах“ добива по-голяма известност във връзка със смъртта на руския дипломат и писател Александър Грибоедов, който е убит през 1829 г. в столицата на Персия Техеран. Руското правителство иска да бъде наказан виновникът. Уплахата в двора на шаха довежда до изпращането в Русия лично на неговия син Хосрев Мирза, за да поднесе в дар на императора (в тогавашната столица Санкт Петербург) елмаза „Шах“. Щедрият подарък на шаха спасява от кръвопролитна война Русия и Персия, а елмазът се съхранява и днес в Елмазния фонд на Русия в Кремъл.